# Sanjati (album)
Sanjati treći je studijski album bosanskohercegovačkog pop rock sastava Crvena jabuka, koji izlazi 1988., a objavljuje ga diskografska kuća Jugoton.

## Popis pjesama
| Br. | Skladba                                   | Trajanje |
| --- | ----------------------------------------- | -------- |
| 1.  | »Zovu nas ulice«                          |          |
| 2.  | »Ne daj na sebe«                          |          |
| 3.  | »Ti znaš«                                 |          |
| 4.  | »Oči su se navikle na mrak«               |          |
| 5.  | »Twist and shout (sviđa mi se ova stvar)« |          |
| 6.  | »Ljeta koja dolaze«                       |          |
| 7.  | »Ima nešto od srca do srca«               |          |
| 8.  | »Malo ćemo da se kupamo«                  |          |
| 9.  | »Zvona zvone«                             |          |
| 10. | »Vozovi polaze«                           |          |
| 11. | »Na dlanu mi piše«                        |          |
| 12. | »Sanjati«                                 |          |

## Izvođači
- Darko Jelčić - bubnjevi
- Zlatko Arslanagić - gitara
- Nikša Bratoš - bas
- Dražen Žerić - vokal, klavijature